# Johann Brolich
Johann Brolich (22. května 1806 – 11. dubna 1884 Terst) byl rakouský právník a politik německé národnosti z Kraňska, v 60. letech 19. století poslanec rakouské Říšské rady.

## Biografie
V době svého působení v parlamentu je uváděn jako Johann Brolich, rada zemského soudu v Lublani. Byl též advokátem v Lublani.
Počátkem 60. let se s obnovou ústavního systému vlády zapojil do vysoké politiky. V zemských volbách roku 1861 byl zvolen na Kraňský zemský sněm za kurii městskou, obvod Radovljica, Tržič, Kamnik. Působil také coby poslanec Říšské rady (celostátního parlamentu Rakouského císařství), kam ho delegoval Kraňský zemský sněm roku 1861 (Říšská rada tehdy ještě byla volena nepřímo, coby sbor delegátů zemských sněmů). Patřil k parlamentní liberální levici (tzv. Ústavní strana, liberálně a centralisticky orientovaná). Byl německé národnosti a reprezentoval Němce na zemském sněmu.
Zemřel v dubnu 1884.